# Thomas Uhrberg
Leif Thomas Uhrberg, född 2 oktober 1961 i Halmstad i Hallands län, är en svensk travkusk och travtränare. Sedan 1990-talet är Jägersro hans hemmabana och han har sin tränarverksamhet i Munka-Ljungby utanför Ängelholm.
Han började sin karriär som lärling hos travtränare Thomas Nilsson. Han vann sitt första travlopp som kusk bakom Carolus Aage på Jägersro 1979. Han tog ut sin proffstränarlicens 1984.

## Segrar i större lopp

### Grupp 1-lopp
| År   | Lopp                          | Häst              | Kusk           | Tränare          |
| ---- | ----------------------------- | ----------------- | -------------- | ---------------- |
| 1987 | Sprintermästaren              | Ewing Turf        | Thomas Uhrberg | Anders Lindqvist |
| 2004 | Danskt Travderby              | Home Blåbjerg     | Thomas Uhrberg | Thomas Uhrberg   |
| 2004 | Breeders' Crown, 4-åriga ston | Camilla Highness  | Thomas Uhrberg | Petri Puro       |
| 2006 | Finlandialoppet               | Hot Shot Knick    | Thomas Uhrberg | Kari Lähdekorpi  |
| 2006 | Svenskt Travderby             | Colombian Necktie | Thomas Uhrberg | Roger Walmann    |
| 2006 | Breeders' Crown, 4-åriga ston | Ausa T.Y.C.       | Thomas Uhrberg | Thomas Uhrberg   |
| 2007 | Olympiatravet                 | Gentleman         | Thomas Uhrberg | Kari Lähdekorpi  |

### Grupp 2-lopp
| År   | Lopp                        | Häst              | Kusk           | Tränare         |
| ---- | --------------------------- | ----------------- | -------------- | --------------- |
| 1992 | C.L. Müllers Memorial       | Excellens Ex      | Thomas Uhrberg | Thomas Uhrberg  |
| 1993 | Sweden Cup                  | Excellens Ex      | Thomas Uhrberg | Thomas Uhrberg  |
| 2007 | Jämtlands Stora Pris        | Gentleman         | Thomas Uhrberg | Kari Lähdekorpi |
| 2008 | Stosprintern                | Viol Hornline     | Thomas Uhrberg | Jan Hellstedt   |
| 2008 | Danskt Trav-Kriterium       | Neo Holmsminde    | Thomas Uhrberg | Steen Juul      |
| 2010 | Guldstoet                   | Prada Pellini     | Thomas Uhrberg | Thomas Uhrberg  |
| 2010 | Gulddivisionens final, juli | Dust All Over     | Thomas Uhrberg | Roger Walmann   |
| 2012 | Sweden Cup                  | Neo Holmsminde    | Thomas Uhrberg | Steen Juul      |
| 2012 | Malmö Stads Pris            | Victoria Frame    | Thomas Uhrberg | Gert Henriksson |
| 2015 | Sommartravets final         | Staro Italy       | Thomas Uhrberg | Thomas Uhrberg  |
| 2017 | Malmö Stads Pris            | Rapide du Pommeau | Thomas Uhrberg | Thomas Uhrberg  |

### Övriga
| År   | Lopp                           | Häst              | Kusk           | Tränare         |
| ---- | ------------------------------ | ----------------- | -------------- | --------------- |
| 1990 | Bronsdivisionens final, feb    | Zander Calmon     | Thomas Uhrberg | Thomas Nilsson  |
| 1990 | Silverdivisionens final, maj   | Excellens Ex      | Thomas Uhrberg | Thomas Nilsson  |
| 1992 | Bronsdivisionens final, feb    | Gosselin          | Thomas Uhrberg | Benny Bergkvist |
| 1993 | Klass I-final, sept            | Oriolo Broline    | Thomas Uhrberg | Thomas Uhrberg  |
| 1995 | Kalmarsundspokalen             | Bolets Igor       | Thomas Uhrberg | Bengt-Åke Angel |
| 1996 | Bronsdivisionens final, april  | Buck Allegro      | Thomas Uhrberg | Thomas Uhrberg  |
| 1996 | Silverdivisionens final, juli  | Speedy Gayle      | Thomas Uhrberg | Thomas Uhrberg  |
| 1996 | Klass I-final, sept            | Brown Demilo      | Thomas Uhrberg | Thomas Uhrberg  |
| 1997 | Klass II-final, maj            | Callit Class      | Thomas Uhrberg | Thomas Uhrberg  |
| 1998 | Klass II-final, april          | Benito Fager      | Thomas Uhrberg | Thomas Uhrberg  |
| 1999 | Klass I-final, dec             | Galax Pride       | Thomas Uhrberg | Peter Andersson |
| 2003 | Klass I-final, april           | Hootka            | Thomas Uhrberg | Thomas Uhrberg  |
| 2004 | Klass II-final, okt            | Top Ten           | Thomas Uhrberg | Thomas Uhrberg  |
| 2005 | Klass II-final, dec            | Copi Crown        | Thomas Uhrberg | Kari Lähdekorpi |
| 2006 | Olympialoppet                  | Hot Shot Knick    | Thomas Uhrberg | Kari Lähdekorpi |
| 2006 | Klass I-final, sept            | Finish First      | Thomas Uhrberg | Kari Lähdekorpi |
| 2007 | Silverdivisionens final, sept  | Wiss Night Hawk   | Thomas Uhrberg | Thomas Uhrberg  |
| 2007 | Mälarpriset                    | Colombian Necktie | Thomas Uhrberg | Roger Walmann   |
| 2007 | Vinterfavoriten                | Wiranas Dream     | Thomas Uhrberg | Anna Forssell   |
| 2009 | Silverdivisionens final, april | Strong Boy D.E.   | Thomas Uhrberg | Thomas Uhrberg  |
| 2009 | Klass II-final, april          | Korok             | Thomas Uhrberg | Yvonn Mattsson  |
| 2010 | Mälarpriset                    | Dust All Over     | Thomas Uhrberg | Roger Walmann   |
| 2010 | Klass I-final, dec             | Jealous Broline   | Thomas Uhrberg | Thomas Uhrberg  |
| 2011 | Klass I-final, feb             | K.K.Logistic      | Thomas Uhrberg | Flemming Jensen |
| 2011 | Prix Cagnes-sur-Mer            | Orfeus Brodde     | Thomas Uhrberg | Michael Lönborg |
| 2011 | Klass II-final, aug            | Mr Q.L.           | Thomas Uhrberg | Michael Lönborg |
| 2012 | Klass II-final, dec            | Mr Big            | Thomas Uhrberg | Thomas Uhrberg  |
| 2016 | Breeders' Crown, 2-åriga       | Vanquish Kronos   | Thomas Uhrberg | Jerry Riordan   |
| 2017 | Bronsdivisionens final, feb    | Young Farmer      | Thomas Uhrberg | Thomas Uhrberg  |
| 2018 | Klass II-final, nov            | Cobbys Olifant    | Thomas Uhrberg | Thomas Uhrberg  |
| 2021 | Klass II-final, dec            | Ikaros Sisu       | Thomas Uhrberg | Thomas Uhrberg  |
| 2021 | Diamantstoets final, dec       | Nova Mahiron      | Thomas Uhrberg | Thomas Uhrberg  |